# Wybory prezydenckie w Stanach Zjednoczonych w 1800 roku

Mapa wyborcza Stanów Zjednoczonych w 1800 roku. Liczba na mapie określa liczbę przedstawicieli stanu w Kolegium Elektorów

Wybory prezydenckie w Stanach Zjednoczonych w 1800 roku – czwarte wybory prezydenckie w historii Stanów Zjednoczonych. Głosowanie w Kolegium Elektorów Stanów Zjednoczonych nie przyniosło rozstrzygnięcia i po raz pierwszy w historii Stanów Zjednoczonych prezydent został wybrany poprzez głosowanie w Izbie Reprezentantów. Były to też ostatnie wybory przeprowadzone zgodnie z oryginalną treścią Konstytucji Stanów Zjednoczonych przed uchwaleniem 12. poprawki do konstytucji w 1804 roku, która zmodyfikowała sposób wyboru prezydenta na obowiązujący obecnie. Na prezydenta wybrano Thomasa Jeffersona, a na wiceprezydenta Aarona Burra.

## Kampania wyborcza
Wybory prezydenckie w 1800 roku rządziły się tymi samymi zasadami co wybory w 1796. Administracja urzędującego prezydenta Johna Adamsa nie cieszyła się dużym zaufaniem społecznym, na co w dużej mierze wpłynęła decyzje o stłumieniu powstania Friesa z 1799. Społeczeństwo sprzeciwiało się użyciu wojsk wobec rebelii farmerów pod przywództwem kapitana Johna Friesa, natomiast liderzy Partii Federalistycznej, do której należał prezydent, protestowali przeciwko późniejszemu ułaskawieniu Friesa. Sytuację Adamsa pogorszyła decyzja o zwolnieniu sekretarza stanu Timothy’ego Pickeringa i sekretarza wojny Jamesa McHenry’ego, którzy byli bliskimi przyjaciółmi przywódcy federalistów – Alexandra Hamiltona. Doprowadziło to do rozłamu w Partii Federalistycznej i urzędującego prezydenta nie poparł żaden z jej liderów. Mimo tego zdecydował się wziąć udział w wyborach, a kandydatem na wiceprezydenta został Charles Pinckney.
Sytuację osłabionego obozu rywali wykorzystała Partia Demokratyczno-Republikańska. Jako kandydata na prezydenta wystawili Thomasa Jeffersona, a jego zastępcą miał być Aaron Burr. Jefferson sprzeciwiał się polityce Adamsa i głosił ograniczenie władzy federalnej, poprzez zwiększenie kompetencji władz stanowych. Nie zgadzał się także na rozbudowę marynarki wojennej i utrzymywania stałej armii, zamiast której wolał milicję miejską.
Kampania była przeprowadzana w wyjątkowo wrogiej atmosferze – oba obozy obrzucały się wyzwiskami i oszczerstwami. Prym wiodła w tym prasa federalistyczna, oskarżając Jeffersona o skrajny ateizm i libertynizm. Zwolennicy republikanów zarzucali Adamsowi sprzyjanie monarchizmowi. Jawny rozłam w Partii Federalistycznej i lepiej zorganizowana kampania Partii Demokratyczno-Republikańskiej przyczyniły się do porażki Adamsa.

## Kandydaci

### Demokratyczni Republikanie

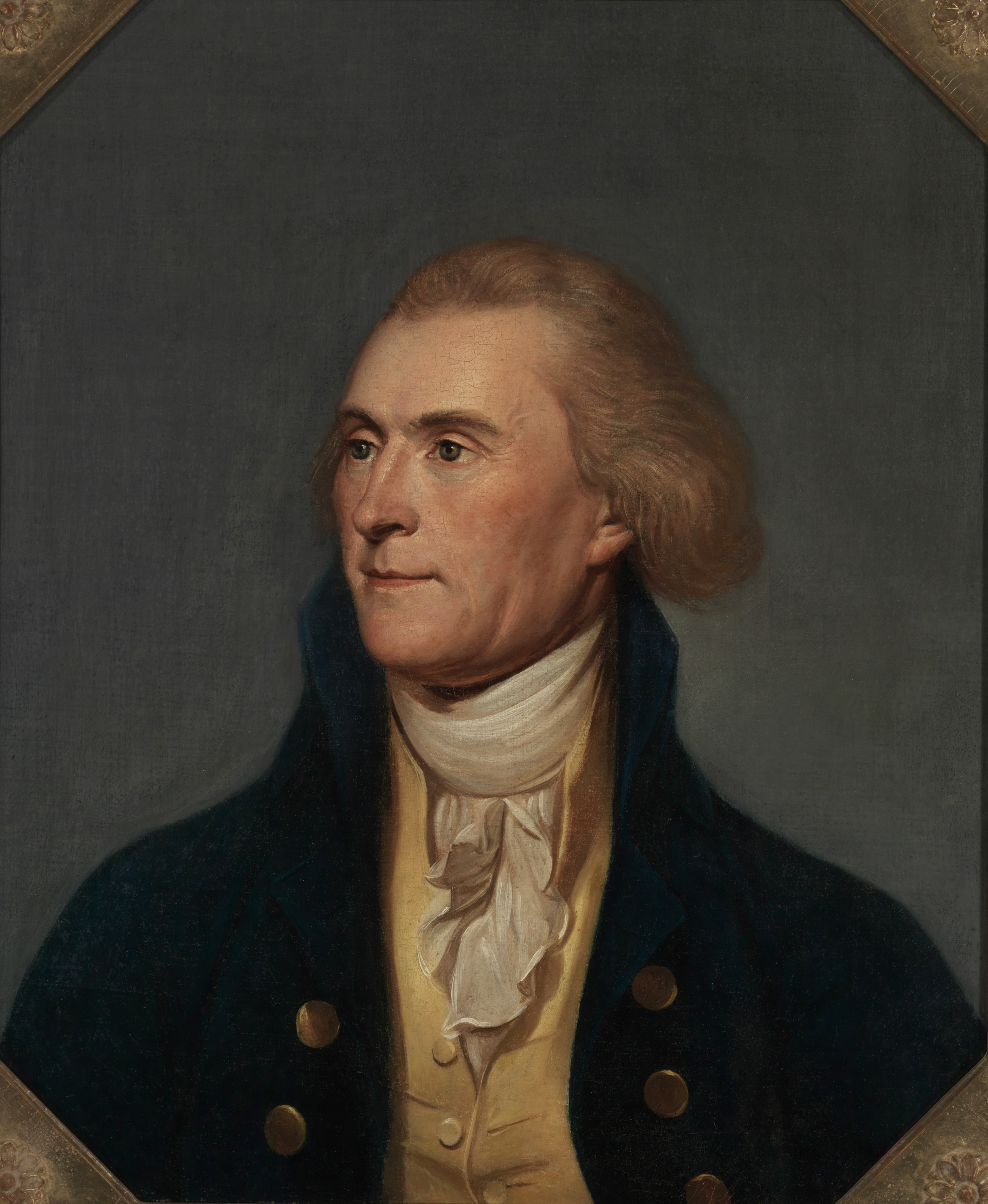
Thomas Jefferson
Aaron Burr

### Federaliści

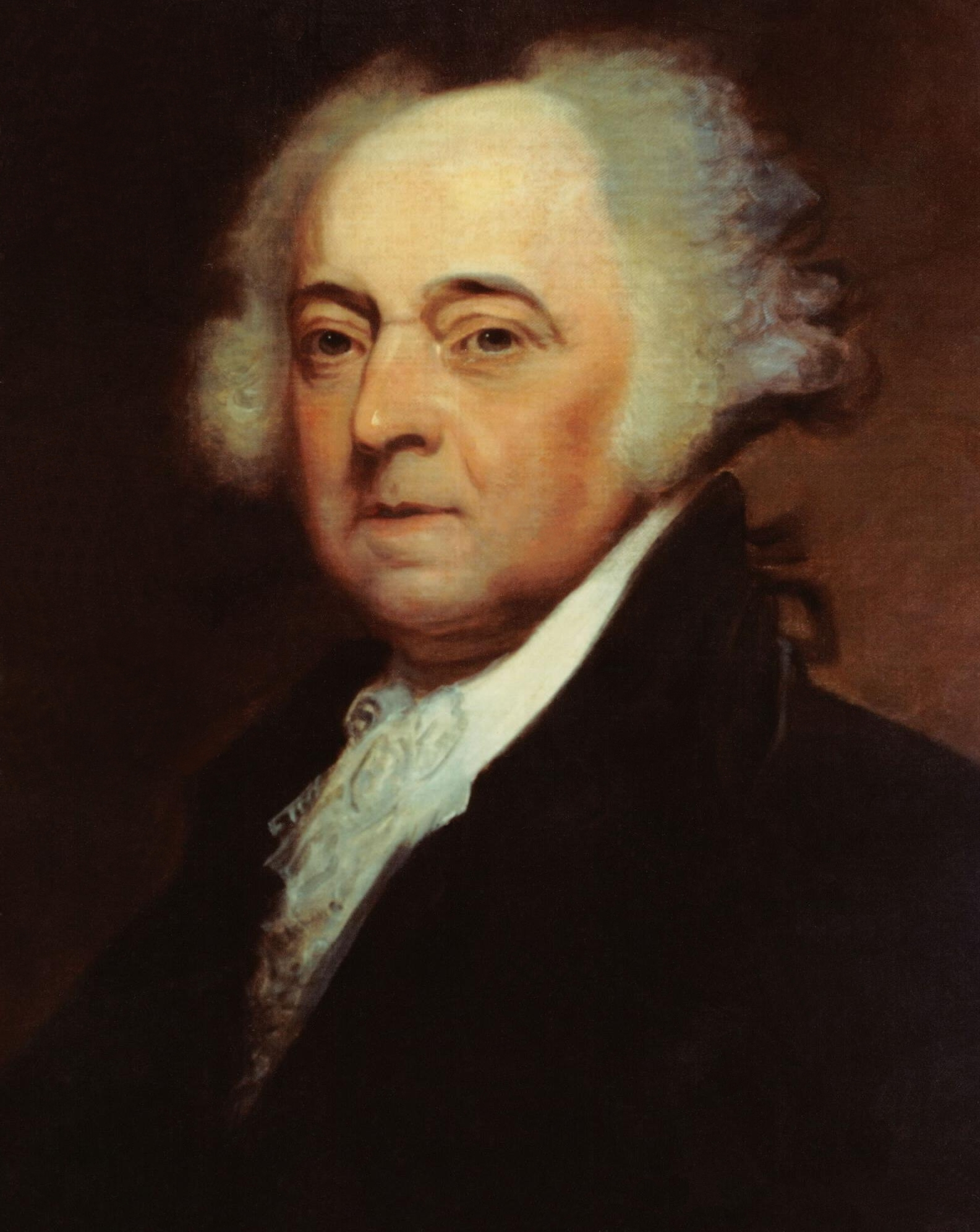
John Adams
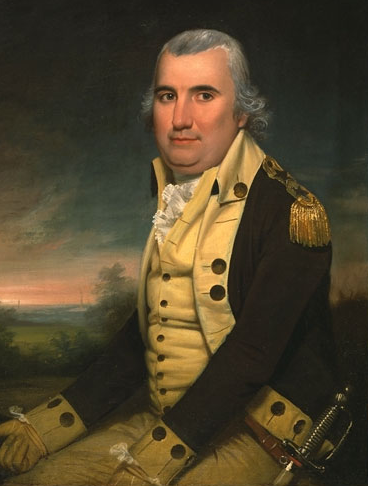
Charles Cotesworth Pinckney
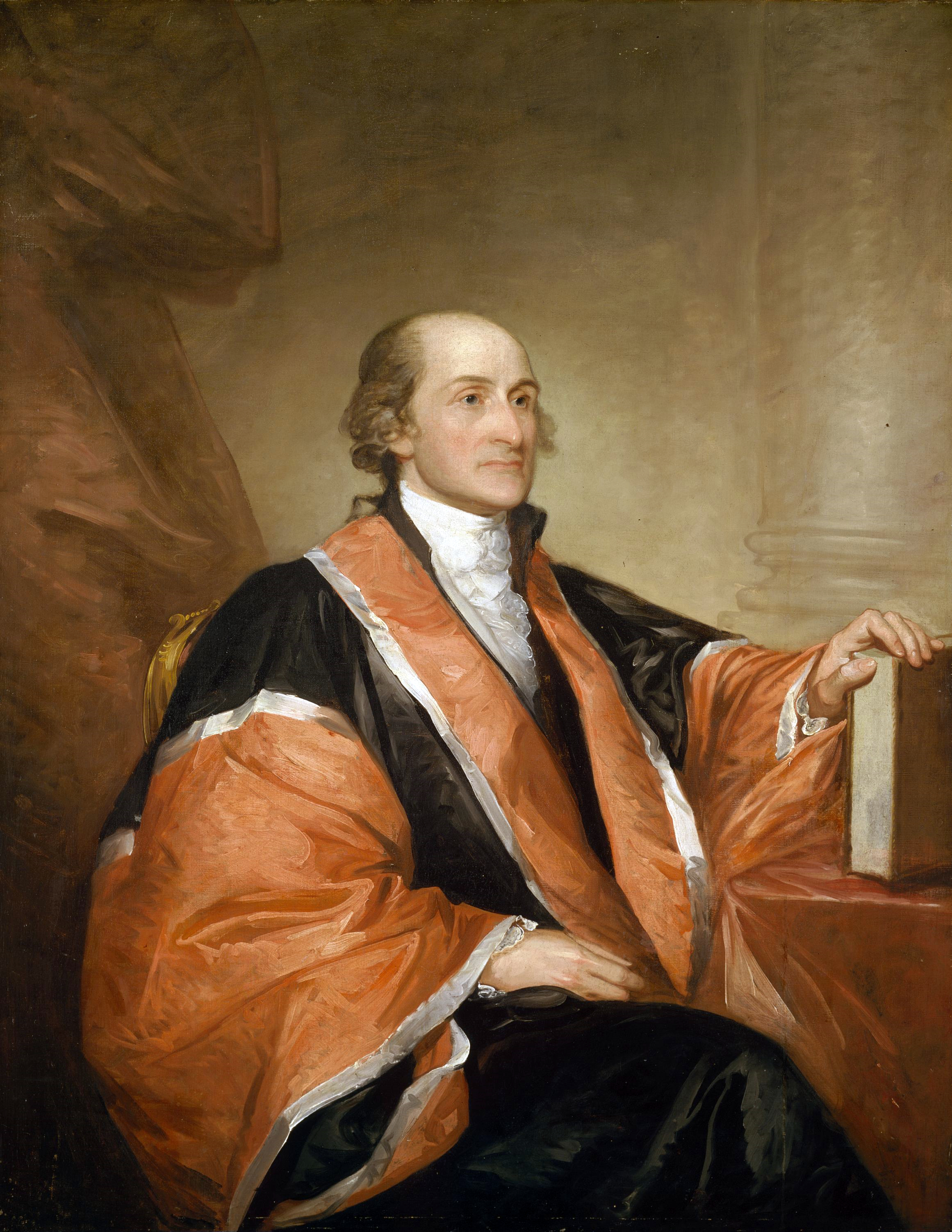
John Jay

## Przebieg głosowania
Głosowanie powszechne odbyło się w dniach 2 – 13 listopada 1800 roku i wzięło w nim udział ok. 67 tys. osób. Jefferson uzyskał 61,5% poparcia wobec 38,5% dla Adamsa. W głosowaniu Kolegium Elektorów Jefferson i Burr otrzymali po 73 głosy (wymagana większość wynosiła 70 głosów). Kolejne miejsca zajęli John Adams (65 głosów), Charles Pinckney (64 głosy) i John Jay (1 głos). Spowodowało to precedensową sytuację, w której dwaj kandydaci otrzymują tę samą liczbę głosów. Kandydatem na prezydenta był Jefferson, jednak zgodnie z Konstytucją inicjatywa wyboru przeszła w ręce Izby Reprezentantów, która była wówczas zdominowana przez federalistów. Pierwsze głosowanie odbyło się 11 lutego 1801 roku i dało wynik remisowy, ponieważ zwolennicy Hamiltona chcieli zablokować kandydaturę Jeffersona. Po siedmiu dniach i 35 nierozstrzygających głosowaniach Hamilton postanowił oddać swój głos na Jeffersona. Pomimo że pozostawał z nim w wieloletnim konflikcie, uważał jego kontrkandydata, Aarona Burra, za człowieka niebezpiecznego i ośmieszającego kraj, dlatego postanowił zagłosować na Jeffersona.
Thomas Jefferson został zaprzysiężony 4 marca 1801 w Waszyngtonie.
| Stan \ Kandydat     | Thomas Jefferson | Aaron Burr | John Adams | Charles Cotesworth Pinckney | John Jay | Razem |
| ------------------- | ---------------- | ---------- | ---------- | --------------------------- | -------- | ----- |
| Connecticut         | -                | -          | 9          | 9                           | -        | 9     |
| Delaware            | -                | -          | 3          | 3                           | -        | 3     |
| Georgia             | 4                | 4          | -          | -                           | -        | 4     |
| Karolina Południowa | 8                | 8          | -          | -                           | -        | 8     |
| Karolina Północna   | 8                | 8          | 4          | 4                           | -        | 12    |
| Kentucky            | 4                | 4          | -          | -                           | -        | 4     |
| Maryland            | 5                | 5          | 5          | 5                           | -        | 10    |
| Massachusetts       | -                | -          | 16         | 16                          | -        | 16    |
| New Hampshire       | -                | -          | 6          | 6                           | -        | 6     |
| New Jersey          | -                | -          | 7          | 7                           | -        | 7     |
| Nowy Jork           | 12               | 12         | -          | -                           | -        | 12    |
| Pensylwania         | 8                | 8          | 7          | 7                           | -        | 15    |
| Rhode Island        | -                | -          | 4          | 3                           | 1        | 4     |
| Tennessee           | 3                | 3          | -          | -                           | -        | 3     |
| Vermont             | -                | -          | 4          | 4                           | -        | 4     |
| Wirginia            | 21               | 21         | -          | -                           | -        | 21    |
| Łącznie             | 73               | 73         | 65         | 64                          | 1        | 138   |